# Peremyszel
Peremyszel (ukr. Перемишель) – wieś na Ukrainie, w obwodzie chmielnickim, w rejonie szepetowskim, w hromadzie Ułaszaniwka. W 2001 liczyła 796 mieszkańców, spośród których 791 wskazało jako ojczysty język ukraiński, a 5 rosyjski.